# マレットゴルフ
マレットゴルフ（英語：Mallet Golf）は、スティック（マリット）とボールを使って、少ない打数でゴールホールにカップインさせることを競うスポーツである。日本で生まれた競技であり、木槌（マレットの語源）を使ったゴルフという意味から名づけられた。英語発音からマリット（mælit）と発音されることもある。

## 概要
1977年（昭和52年）、福井県で誕生したスポーツ。体力を然程必要とせずプレイでき、またゴルフに比べ非常に安価にプレイ（1プレイ数百円程度）できることも手伝い、老若男女の生涯スポーツとして普及を目指している。当初は、ゲートボールのスティックやボールでプレイされていたが、現在は専用のスティックとボールが使用されることが多い。現在、もっとも盛んにプレイされているのは長野県で、老若男女問わず大勢のプレイヤーがいる。長野県内では、河川敷や里山など、適した土地が次々とマレットゴルフ場に整備されている。

## ルール
- 基本は、ゴルフのルールに準ずる。
- 何人でプレイしてもいいが、通常ゴルフ同様4人一組でプレイする。一人でプレイしてもよい。
- 1つのホールは、通常数十メートル。イン・アウトの18ホール回って1プレイとすることが多い。PARは、通常3〜5打。
- 全ホールの合計打数で競うストロークプレーと、各ホール毎の勝敗で全ホール勝利数で競うマッチプレーの2種類ある。
- ゲートが途中にある場合は、通過させなければいけない。
- 通常は、日本マレットゴルフ協会の協会ルールに従うことが多いが、ローカルルールを重視するスポーツでもある。

## 歴史

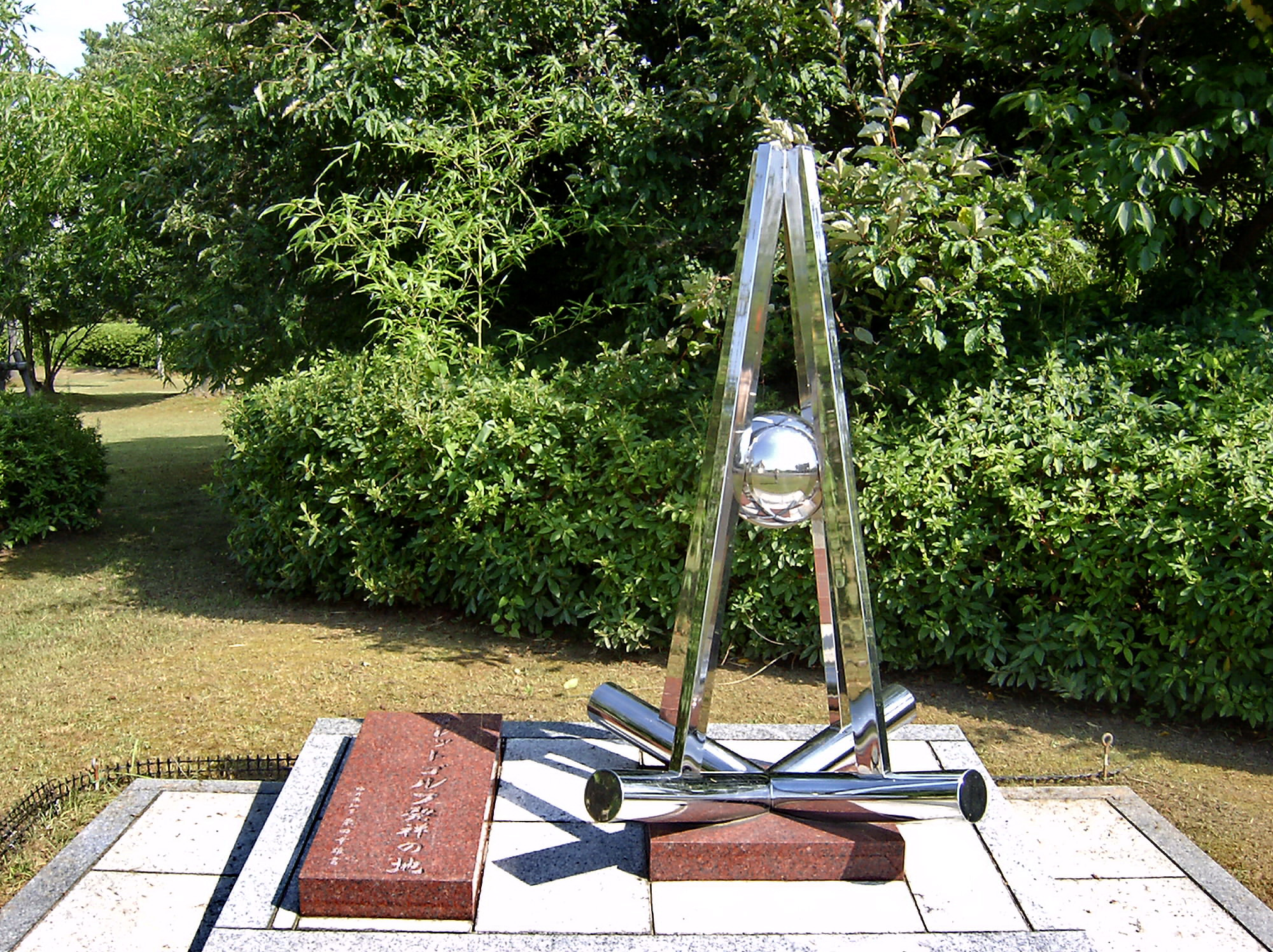
マレットゴルフ発祥の地記念碑（福井運動公園）

- 1976年（昭和51年） 高校教諭から福井運動公園指導課長になった高山昇らが「誰でも楽しめ、健康づくりに役立つスポーツ」として考案。
- 1977年（昭和52年） 同課のスポーツ教室でマレットゴルフを実施。
- 現在、各都道府県に約30の県別協会が存在する[1]。

## 用具
- スティック（マリット）：T字型のスティック。
- ボール：直径75mm。
- ホール（ゴール）：深さ200mm以内、直径185mm以上。